# 大阪府立桜塚高等学校
大阪府立桜塚高等学校（おおさかふりつ さくらづかこうとうがっこう）は、大阪府豊中市中桜塚四丁目にある公立高等学校。

## 概要
1937年に旧制高等女学校として開校し、学制改革によって新制高等学校に改編された。全日制普通科と定時制普通科（単位制）を併設している。
全日制課程では英語や数学、理科などで少人数授業を導入している。
定時制課程は2005年度に単位制に改編された。
開校当初の豊中高等女学校時代に建てられた塀は、2009年に国の登録有形文化財に登録された。開校当初の校舎建設工事の際に設置された塀はレンガを積んで柱とし、柱と柱の間にコンクリートパネルをはめた構造をもつ。塀は後年の1970年代の校舎改修工事の際に大半が撤去されたが、一部が保存されている。

## 沿革

### 高等女学校
1937年1月に大阪府立第十四高等女学校として開校した。豊中市克明第一尋常小学校（現在の豊中市立克明小学校）で出願受付をおこない。1937年4月の開校当初は大阪市東成区勝山通（現在の生野区勝山南）にあった大阪府立生野高等女学校（のちの大阪府立勝山高等学校）に仮校舎を設置した。
開校直後の1937年4月15日に豊中市大字桜塚の現在地の敷地買収が完了し、校舎建設工事がおこなわれた。1938年に第1期工事が竣工した。同年4月より大阪府立豊中高等女学校に改称し、現在地での教育活動が始まった。のちに国の登録有形文化財に登録された学校の周塀は、この時期に建設されている。
1941年5月22日に校舎落成式をおこなった。学校では、この日を創立記念日と位置づけている。
太平洋戦争の戦時体制により、1944年には学徒勤労令が出され、生徒らは工場などに勤労動員された。1945年6月に数度にわたって豊中市周辺にも被害を及ぼした大阪大空襲では、勤労動員先の工場で計7人の生徒が死亡し、生徒10人が負傷した。
また1945年3月には、大阪市内にあった大阪府立大手前高等女学校（現在の大阪府立大手前高等学校）が戦時体制の校舎接収・転用と疎開の対象となり、豊中高等女学校校舎内に疎開移転している。大手前高等女学校は終戦後の1945年10月まで同居した。

### 桜塚高等学校
学制改革に伴い1947年に併設中学校を過渡的に設置し、旧制高等女学校2・3年次相当の生徒を併設の新制中学校2・3年として移行させた。次いで1948年には新制高等学校制度の発足により、大阪府立桜塚高等学校と改称した。
近隣の大阪府立豊中高等学校（旧制大阪府立豊中中学校）および大阪府立池田高等学校（旧制大阪府立池田中学校）と生徒を交流して男女共学となった。また廃校となった豊中市立高等女学校から生徒を編入している。

### 定時制課程
新制高等学校移行直後の1948年9月、夜間定時制課程を併設した。
さらに1948年11月には、豊能郡箕面町（現在の箕面市）萱野に定時制課程萱野分校を設置した。また翌1949年には、豊能郡庄内町（現在の豊中市庄内地域）・庄内町立中学校（のち豊中市立第六中学校）内に定時制課程庄内分校、豊能郡箕面町止々呂美に定時制課程止々呂美分校の2分校をそれぞれ設置した。1950年には豊能郡吉川村（現在の豊能町）・吉川村立中学校（現在の豊能町立吉川中学校）内に定時制課程吉川分校を設置した。
一方で定時制課程分校はいずれも1950年代に再編・廃止されている。
桜塚高等学校内本校に設置された定時制課程は存続し、2005年には単位制普通科へと改編されている。

### 年表
- 1937年4月1日 - 大阪府立第十四高等女学校として仮校舎で開校。
- 1938年4月1日 - 豊中市に移転。大阪府立豊中高等女学校に改称。
- 1948年4月1日 - 大阪府立桜塚高等学校に改称、男女共学化。
- 1948年9月30日 - 定時制課程設置[3]。
- 1948年11月15日 - 豊能郡箕面町萱野に定時制課程萱野分校を設置。
- 1949年4月1日 - 豊能郡庄内町に定時制課程庄内分校を設置。豊能郡箕面町止々呂美に定時制課程止々呂美分校を設置。
- 1950年3月31日 - 止々呂美分校を廃止。
- 1950年4月10日 - 豊能郡吉川村に定時制課程吉川分校を設置。
- 1954年 - 吉川分校を廃止（萱野分校に統合）。
- 1956年3月31日 - 萱野分校・庄内分校を廃止。
- 1970年8月28日 - 体育館竣工。
- 2005年 - 定時制を単位制に改編。
- 2009年 - 旧塀が国の登録有形文化財に登録される。

## 著名な出身者
- 一色貞輝 - 豊中市長
- あまんきみこ - 絵本・児童文学作家
- 宇多喜代子 - 俳人
- 尾崎哲夫 - 英語教育者
- 鴨居羊子 - 下着デザイナー。元新聞記者
- 河井リツ子 - 漫画家
- かんべむさし - SF作家
- 島田陽子 - 詩人
- 富岡多恵子 - 詩人・小説家
- 野崎久和 - 経済学者
- 穐田和恵 - アイドル（SDN48）
- 磯野千尋 - 元宝塚歌劇団専科男役
- 桂雀五郎 - 噺家（落語家）
- 3代目桂花團治 - 噺家
- 4代目桂春団治 - 噺家
- 桐谷健太[6] - 俳優、歌手
- 幸田聡子 - ヴァイオリニスト
- 笑福亭仁勇 - 噺家
- 十川ともじ - 作編曲家・音楽プロデューサー
- 田中直樹 - お笑い芸人
- 坂東慧 - ドラマー（T-SQUARE）・作曲家
- 火野正平 - 俳優
- 前田憲男 - ジャズピアニスト・作曲家
- 松岡みち子 - 作曲家
- 渡部彩 - タレント
- 奥田敏輝 - 元プロ野球選手
- 唐渡吉則 - スポーツコメンテーター
- 織田優成 - 声優

## 交通
- 阪急宝塚本線 岡町駅 北東へ約800m
- 阪急バス 桜塚高校前または中桜塚四丁目から徒歩2分